# Prosuberites longispinus
Prosuberites longispinus är en svampdjursart som beskrevs av Topsent 1893. Prosuberites longispinus ingår i släktet Prosuberites och familjen Suberitidae. Inga underarter finns listade i Catalogue of Life.